# Liste des dirigeants des grandes entreprises
Cette page dresse la liste des dirigeants des grandes entreprises actuellement en fonctions et, plus particulièrement, ceux des grandes entreprises de France, de l’Europe occidentale ou des États-Unis. Figurent donc essentiellement les entreprises qui ont un chiffre d’affaires annuel supérieur à 10 milliards de dollars ou 8 milliards d’euros et/ou des effectifs supérieurs à 10 000 employés.
Abréviations : PDG = président-directeur général ; DG = directeur général ; CA = conseil d'administration ; CS = conseil de surveillance.

## A-B
| Entreprise                                         | Statut                                | Nom                   | Depuis (le)        |
| -------------------------------------------------- | ------------------------------------- | --------------------- | ------------------ |
| Groupe ABB                                         | Président du directoire               | Hubertus von Grünberg | Mai 2007           |
| Groupe ABB                                         | DG                                    | Ulrich Spiesshofer    | Septembre 2013     |
| ABN AMRO                                           | Président du CS                       | Olga Zoutendijk       | 18 mai 2016        |
| ABN AMRO                                           | Président du directoire               | Gerrit Zalm           | 9 avril 2009       |
| Accenture                                          | Président du CA                       |                       | Février 2013       |
| Accenture                                          | DG                                    |                       | 1er janvier 2011   |
| AccorHotels                                        | PDG                                   | Sébastien Bazin       | 27 août 2013       |
| ACS                                                | PDG                                   | Florentino Pérez      | 1997 ?             |
| Adidas                                             | Président du CS                       | Igor Landau           | 2009               |
| Adidas                                             | Président du directoire               | Kasper Rorsted        | 1er octobre 2016   |
| Aegon                                              | Président du CS                       | Dudley Eustace        | 21 avril 2004      |
| Aegon                                              | Président du directoire               | Alex Wynaendts        | 23 avril 2008      |
| Ahold Delhaize                                     | Président du CS                       | Mats Jansson          | 2016               |
| Ahold Delhaize                                     | DG                                    | Dick Boer             | 2016               |
| AIG                                                | Président du CA                       | Douglas Steenland     | 1er juillet 2015   |
| AIG                                                | DG                                    | Brian Duperreault     | 15 mai 2017        |
| Airbus Group                                       | Président du CA                       | Denis Ranque          | 2 avril 2013       |
| Airbus Group                                       | DG                                    | Thomas Enders         | 31 mai 2012        |
| Air France                                         | Président du CA                       | Jean-Marc Janaillac   | 2 novembre 2016    |
| Air France                                         | DG                                    | Franck Terner         | 2 novembre 2016    |
| Air France-KLM                                     | PDG                                   | Jean-Marc Janaillac   | 4 juillet 2016     |
| Air liquide                                        | PDG                                   | Benoît Potier         | 2006               |
| Alcatel-Lucent                                     | Président du CA                       | Philippe Camus        | 1er octobre 2008   |
| Alcatel-Lucent                                     | DG                                    | Philippe Camus        | 1er septembre 2015 |
| Alcoa                                              | Président du CA                       | Klaus Kleinfeld       | 23 avril 2010      |
| Alcoa                                              | DG                                    | Klaus Kleinfeld       | 8 mai 2008         |
| Alibaba                                            | Président du CA                       | Michael Evans         | 4 août 2015        |
| Alibaba                                            | DG                                    | Jonathan Lu           | 10 mai 2013        |
| Alitalia                                           | Président du CA                       | Luca di Montezemolo   | 5 novembre 2014    |
| Alitalia                                           | DG                                    | Cramer Ball           | 1er mars 2016      |
| Allianz                                            | Président du CS                       | Helmut Perlet         | Mai 2012           |
| Allianz                                            | Président du directoire               | Oliver Bäte           | 6 mai 2015         |
| Alphabet                                           | Président du CA                       | Sergey Brin           | 10 août 2015       |
| Alphabet                                           | DG                                    | Larry Page            | 10 août 2015       |
| Alstom                                             | PDG                                   | Henri Poupart-Lafarge | 1er février 2016   |
| Altice                                             | Président du CA                       | Dexter Goei           | 20 juin 2016       |
| Altice                                             | DG                                    | Michel Combes         | 20 juin 2016       |
| Altran                                             | PDG                                   | Dominique Cerutti     | 18 juin 2015       |
| Altria                                             | PDG                                   | Martin Barrington     | 17 mai 2012        |
| American Express                                   | Président du CA                       | Kenneth Chenault      | 23 avril 2001      |
| American Express                                   | DG                                    | Kenneth Chenault      | 1er janvier 2001   |
| Anglo American                                     | Président                             | Sir John Parker       | 1er août 2009      |
| Anglo American                                     | DG                                    | Mark Cutifani         | 3 avril 2013       |
| Apple                                              | Président du CA                       | Arthur Levinson       | 15 novembre 2011   |
| Apple                                              | DG                                    | Tim Cook              | 17 janvier 2011    |
| Arcelor-Mittal                                     | PDG                                   | Lakshmi Mittal        | 6 novembre 2006    |
| Areva                                              | Président du CA                       | Philippe Varin        | 8 janvier 2015     |
| Areva                                              | DG                                    | Philippe Knoche       | 8 janvier 2015     |
| Arianespace                                        | PDG                                   | Stéphane Israël       | 22 avril 2013      |
| AstraZeneca                                        | Président du CA                       | Leif Johansson        | 1er juin 2012      |
| AstraZeneca                                        | DG                                    | Pascal Soriot         | 1er octobre 2012   |
| AT&T                                               | PDG                                   | Randall L. Stephenson | Juin 2007          |
| Auchan                                             | Président du CA et du comité exécutif | Vianney Mulliez       | 1er juillet 2010   |
| Axa                                                | Président du CA                       | Denis Duverne         | 1er septembre 2016 |
| Axa                                                | DG                                    | Thomas Buberl         | 1er septembre 2016 |
| Baker Hughes                                       | PDG                                   | Martin Craighead      | 25 avril 2013      |
| Banco Bilbao Vizcaya Argentaria                    | Président                             | Francisco González    | 28 janvier 2000    |
| Banco Bilbao Vizcaya Argentaria                    | Consejero Delegado                    | Ángel Cano            | 29 septembre 2009  |
| Bank of America                                    | Président du CA                       | Walter Massey         | 29 avril 2009      |
| Bank of America                                    | DG                                    | Brian Moynihan        | 1er janvier 2010   |
| Banque industrielle et commerciale de Chine (ICBC) | Président du CS                       | Zhao Lin              | Juin 2008          |
| Banque industrielle et commerciale de Chine (ICBC) | Président du directoire               | Jiang Jianqing        | Octobre 2005       |
| Banque populaire                                   | Président du CA                       | Philippe Dupont       | 8 juillet 1999     |
| Banque populaire                                   | DG                                    | François Pérol        | 26 février 2009    |
| Barclays                                           | Président du CA                       | John McFarlane        | Avril 2015         |
| Barclays                                           | DG                                    | Jes Staley            | 1er décembre 2015  |
| BASF                                               | Président du CS                       | Jürgen Hambrecht      | 2014               |
| BASF                                               | Président du directoire               | Kurt Bock             | Mai 2011           |
| Bayer                                              | Président du CS                       | Werner Wenning        | 1er octobre 2012   |
| Bayer                                              | Président du directoire               | Werner Baumann        | 1er mai 2016       |
| Berkshire Hathaway                                 | PDG                                   | Warren Buffett        | 1970 ?             |
| BHP Billiton                                       | Président du CA                       | Jac Nasser            | 30 mars 2010       |
| BHP Billiton                                       | DG                                    | Marius Kloppers       | 1er octobre 2007   |
| BMW                                                | Président du CS                       | Joachim Milberg       | 2004               |
| BMW                                                | Président du directoire               | Norbert Reithofer     | 1er septembre 2006 |
| BNP Paribas                                        | Président du CA                       | Jean Lemierre         | 1er décembre 2014  |
| BNP Paribas                                        | DG                                    | Jean-Laurent Bonnafé  | 1er décembre 2011  |
| Boeing                                             | PDG                                   | Jim McNerney          | 30 juin 2005       |
| Bombardier                                         | Président du CA                       | Pierre Beaudoin       | 13 février 2015    |
| Bombardier                                         | Chef de la direction                  | Alain Bellemare       | 13 février 2015    |
| Bosch                                              | Président du CS                       | Franz Fehrenbach      | Juillet 2012       |
| Bosch                                              | Président du directoire               | Volkmar Denner        | 1er juillet 2012   |
| Bouygues                                           | PDG                                   | Martin Bouygues       | 5 septembre 1989   |
| BP                                                 | Président du CA                       | Carl-Henric Svanberg  | 1er janvier 2010   |
| BP                                                 | DG                                    | Robert W. Dudley      | 1er octobre 2010   |
| BPCE                                               | Président du CS                       | Michel Grass          | 19 mai 2017        |
| BPCE                                               | Président du directoire               | François Pérol        | 31 juillet 2009    |
| BT                                                 | Président du CA                       | Sir Michael Rake      | Septembre 2007     |
| BT                                                 | DG                                    | Gavin Patterson       | Septembre 2013     |

## C-H
| Entreprise                             | Statut                               | Nom                              | Depuis (le)        |
| -------------------------------------- | ------------------------------------ | -------------------------------- | ------------------ |
| Caisse nationale des caisses d’épargne | Président du CS                      | Yves Toublanc                    | 28 mai 2009        |
| Caisse nationale des caisses d’épargne | Président du directoire              | François Pérol                   | 26 février 2009    |
| Caisse nationale des caisses d’épargne | DG                                   | Alain Lemaire                    | Octobre 2008       |
| Capgemini                              | Président du CA                      | Paul Hermelin                    | 24 mai 2012        |
| Capgemini                              | DG                                   | Aiman Ezzat                      | 20 mai 2020        |
| Carrefour                              | PDG                                  | Alexandre Bompard                | 18 juillet 2017    |
| Casino-Guichard                        | Président du CA                      | Jean-Charles Naouri              | 2005               |
| Casino-Guichard                        | DG                                   | Jean-Charles Naouri              | 2003               |
| Caterpillar                            | Président du CA                      | Douglas R. Oberhelman            | 1er novembre 2010  |
| Caterpillar                            | DG                                   | Douglas R. Oberhelman            | 1er juillet 2010   |
| Chevron                                | PDG                                  | John S. Watson                   | 2010               |
| Chrysler                               | Président du CA                      | Sergio Marchionne                | Septembre 2011     |
| Chrysler                               | DG                                   | Sergio Marchionne                | Juin 2009          |
| Cisco Systems                          | Président du CA                      | John Chambers                    | Novembre 2006      |
| Cisco Systems                          | DG                                   | Chuck Robbins                    | 26 juillet 2015    |
| Citigroup                              | Président du CA                      | Michael O’Neill                  | 17 avril 2012      |
| Citigroup                              | DG                                   | Michael Corbat                   | 16 octobre 2012    |
| CMA-CGM                                | Président du CA                      | Jacques Saadé                    | 2010               |
| CMA-CGM                                | DG                                   | Jacques Saadé                    | 2011               |
| Coca-Cola                              | PDG                                  | Muhtar Kent                      | 1er juillet 2008   |
| ConocoPhillips                         | PDG                                  | Ryan M. Lance                    | 2012               |
| Continental AG                         | Président du CS                      | Wolfgang Reitzle                 | Octobre 2009       |
| Continental AG                         | Président du directoire              | Elmar Degenhart                  | 2009               |
| Crédit agricole                        | Président du CA                      | Jean-Marie Sander                | 19 mai 2010        |
| Crédit agricole                        | DG                                   | Philippe Brassac                 | 20 mai 2015        |
| Crédit suisse                          | Président du directoire              | Hans-Ulrich Doerig               | Mars 2009          |
| Crédit suisse                          | DG                                   | Tidjane Thiam                    | 1er juillet 2015   |
| Daimler                                | Président du CS                      | Manfred Bischoff                 | 4 avril 2007       |
| Daimler                                | Président du directoire              | Dieter Zetsche                   | 1er janvier 2006   |
| Danone                                 | Président du CA                      | Franck Riboud                    | Mai 1996           |
| Danone                                 | DG                                   | Emmanuel Faber                   | 1er octobre 2014   |
| Dassault                               | Président du CS                      | Olivier Dassault                 | 15 décembre 2011   |
| Dassault                               | Président du directoire              | Serge Dassault                   | 1987               |
| Deutsche Bahn (DB)                     | Président du CS                      | Utz-Hellmuth Felcht              | Mars 2010          |
| Deutsche Bahn (DB)                     | Président du directoire              | Rüdiger Grube                    | 1er mai 2009       |
| Deutsche Bank                          | Président du CS                      | Paul Achleitner                  | 31 mai 2012        |
| Deutsche Bank                          | Président du comité de direction     | John Cryan                       | 1er juillet 2015   |
| Deutsche Telekom                       | Président du CS                      | Ulrich Lehner                    | 28 avril 2008      |
| Deutsche Telekom                       | Président du directoire              | Timotheus Höttges                | 1er janvier 2014   |
| Dexia                                  | Président du CA                      | Karel De Boeck                   | août 2012          |
| Dexia                                  | Président du comité de direction     | Robert de Metz                   | août 2012          |
| Dongfeng                               | Président du CA                      | Xu Ping                          | .../2013           |
| Dongfeng                               | Manager général                      | Zhu Fushou                       | .../2013           |
| Dow Chemical                           | Président du CA                      | Andrew Liveris                   | 1er avril 2006     |
| Dow Chemical                           | DG                                   | Andrew Liveris                   | Novembre 2004      |
| DuPont                                 | PDG                                  | Edward Breen                     | 16 octobre 2015    |
| eBay                                   | Président du CA                      | Pierre Omidyar                   | 3 septembre 1995 ? |
| eBay                                   | DG                                   | John Donahoe                     | 31 mars 2008       |
| Edenred                                | PDG                                  | Bertrand Dumazy                  | 26 octobre 2015    |
| Eiffage                                | PDG                                  | Benoît de Ruffray                | 18 janvier 2016    |
| Électricité de France (EDF)            | PDG                                  | Jean-Bernard Lévy                | 26 novembre 2014   |
| Electrolux                             | Président du CA                      | Ronnie Leten                     | 26 mars 2014       |
| Electrolux                             | DG                                   | Keith McLoughlin                 | 1er janvier 2011   |
| Emirates                               | Président du CA                      | Cheikh Ahmed ben Saïd al-Maktoum | 1985 ?             |
| Emirates                               | DG                                   | Tim Clark                        | 2003 ?             |
| Endesa                                 | Président du CA                      | Borja Prado                      | 24 mars 2009       |
| Endesa                                 | DG                                   | Andrea Brentan                   | Juillet 2009       |
| Enel                                   | Présidente du CA                     | Maria Patrizia Grieco            | Mai 2014           |
| Enel                                   | DG                                   | Francesco Starace                | 2014               |
| Engie                                  | Président du CA                      | Gérard Mestrallet                | Juillet 2008       |
| Engie                                  | DG                                   | Isabelle Kocher                  | 3 mai 2016         |
| Eni                                    | Présidente du CA                     | Emma Marcegaglia                 | 8 mai 2014         |
| Eni                                    | DG                                   | Claudio Descalzi                 | 9 mai 2014         |
| E.ON                                   | Président du CS                      | Ulrich Hartmann                  | 30 avril 2003      |
| E.ON                                   | Président du directoire              | Johannes Teyssen                 | 1er mai 2010       |
| Ericsson                               | Président du CA                      | Leif Johansson                   | 2011               |
| Ericsson                               | DG                                   | Börje Ekholm                     | 16 janvier 2017    |
| Essilor                                | Président du CA                      | Hubert Sagnières                 | 2 janvier 2012     |
| Essilor                                | DG                                   | Hubert Sagnières                 | 1er janvier 2010   |
| Euronext                               | Président du CS                      | Rijnhard Van Tets                | 2007               |
| Euronext                               | Président du directoire              | Stéphane Boujnah                 | 16 novembre 2015   |
| Eurotunnel                             | Président du CA                      | Jacques Gounon                   | 18 février 2005    |
| Eurotunnel                             | DG                                   | Jacques Gounon                   | 10 juin 2005       |
| ExxonMobil                             | PDG                                  | Darren Woods                     | 1er janvier 2017   |
| Facebook                               | PDG                                  | Mark Zuckerberg                  | ...                |
| Fiat Chrysler Automobiles (FCA)        | Président du CA                      | John Elkann                      | 21 avril 2010      |
| Fiat Chrysler Automobiles (FCA)        | Administrateur délégué               | Sergio Marchionne                | 1er juin 2004      |
| Ford                                   | Président du directoire              | William Clay Ford, Jr.           | 1999               |
| Ford                                   | DG                                   | Jim Hackett                      | 22 mai 2017        |
| Gazprom                                | Président du directoire              | Viktor Zoubkov                   | 27 juin 2008       |
| Gazprom                                | Président du comité de management    | Alexeï Miller                    | 30 mai 2001        |
| Gemalto                                | Président du CA                      | Alex Mandl                       | 2006               |
| Gemalto                                | DG                                   | Philippe Vallée                  | 1er septembre 2016 |
| General Electric (GE)                  | PDG                                  | Jeff Immelt                      | 7 septembre 2001   |
| Generali                               | Président du CA                      | Gabriele Galateri di Genola      | 8 avril 2011       |
| Generali                               | Administrateur délégué               | Philippe Donnet                  | Mars 2016          |
| General Motors (GM)                    | Président du CA                      | Daniel F. Akerson                | 1er janvier 2011   |
| General Motors (GM)                    | DG                                   | Mary Barra                       | 15 janvier 2014    |
| GlaxoSmithKline (GSK)                  | Président du CA                      | Philip Hampton                   | 1er septembre 2015 |
| GlaxoSmithKline (GSK)                  | DG                                   | Emma Walmsley                    | 1er avril 2017     |
| Glencore Xstrata                       | Président du CA                      | Tony Hayward                     | 16 mai 2013        |
| Glencore Xstrata                       | DG                                   | Ivan Glasenberg                  | 2 mai 2013         |
| Goldman Sachs                          | PDG                                  | Lloyd Blankfein                  | 2006               |
| Gucci                                  | PDG                                  | Marco Bizzarri                   | 1er janvier 2015   |
| Halliburton                            | PDG                                  | Dave Lesar                       | Août 2000          |
| Havas                                  | Président du CA                      | Yannick Bolloré                  | 30 août 2013       |
| Havas                                  | DG                                   | Yannick Bolloré                  | Janvier 2014       |
| Heinz                                  | Président du CA                      | Alex Behring                     | 2013/2015          |
| Heinz                                  | DG                                   | Bernardo Hees                    | 10 juin 2013       |
| Hermès                                 | Président du CS                      | Éric de Seynes                   | Mars 2013          |
| Hermès                                 | Gérant                               | Axel Dumas                       | 5 juin 2013        |
| Hewlett Packard Enterprise (HPE)       | Présidente du CA                     | Patricia Russo                   | 1er novembre 2015  |
| Hewlett Packard Enterprise (HPE)       | DG                                   | Meg Whitman                      | 1er novembre 2015  |
| Home Depot                             | PDG                                  | Frank Blake                      | Janvier 2007       |
| Honda                                  | Président du CA                      | Satoshi Aoki                     | Mai 2008           |
| Honda                                  | DG                                   | Takahiro Hachigo                 | Juin 2015          |
| HP Inc.                                | Présidente du CA                     | Meg Whitman                      | 1er novembre 2015  |
| HP Inc.                                | DG                                   | Dion Weisler                     | 1er novembre 2015  |
| HSBC                                   | Président du CA                      | Douglas Flint                    | 1er janvier 2011   |
| HSBC                                   | DG                                   | Stuart Gulliver                  | 1er janvier 2011   |
| Honeywell                              | Président du CA                      | David M. Cote                    | 1er juillet 2002   |
| Honeywell                              | DG                                   | David M. Cote                    | Février 2002       |
| Huawei                                 | Président du conseil de surveillance | Liang Hua                        | .../2013           |
| Huawei                                 | Présidente du directoire             | Sun Yafang                       | 1999               |
| Hyundai                                | Présidente                           | Hyun Jung-eun                    | 2003               |

## I-P
| Entreprise                             | Statut                                      | Nom                        | Depuis (le)        |
| -------------------------------------- | ------------------------------------------- | -------------------------- | ------------------ |
| Iberdrola                              | Président du CA                             | José Ignacio Sánchez Galán | 26 avril 2006      |
| Iberdrola                              | DG                                          | José Ignacio Sánchez Galán | 21 mai 2001        |
| IBM                                    | Présidente du CA                            | Virginia Rometty           | 1er octobre 2012   |
| IBM                                    | DG                                          | Virginia Rometty           | 1er janvier 2012   |
| Intel                                  | Président du CA                             | Renee James                | 2 mai 2013         |
| Intel                                  | DG                                          | Brian Krzanich             | 16 mai 2013        |
| International Airlines Group (IAG)     | Président du CA                             | Antonio Vázquez            | 21 janvier 2011    |
| International Airlines Group (IAG)     | DG                                          | Willie Walsh               | 21 janvier 2011    |
| Internationale Nederlanden Groep (ING) | Président du CS                             | Peter Elverding            | 27 avril 2009      |
| Internationale Nederlanden Groep (ING) | Président du bureau exécutif                | Jan Hommen                 | 27 avril 2009      |
| Intesa Sanpaolo                        | Président du CS                             | Giovanni Bazoli            | Janvier 2007       |
| Intesa Sanpaolo                        | Président du conseil de gestion             | Andrea Beltratti           | 7 mai 2010         |
| Intesa Sanpaolo                        | Administrateur délégué et directeur général | Carlo Messina              | 29 septembre 2013  |
| Japan Post Holdings                    | PDG                                         | Taizo Nishimuro            | 2012               |
| Johnson & Johnson                      | PDG                                         | William C. Weldon          | 2002               |
| JPMorgan Chase & Co.                   | Président du CA                             | Jamie Dimon                | 31 décembre 2006   |
| JPMorgan Chase & Co.                   | DG                                          | Jamie Dimon                | 31 décembre 2005   |
| Kering                                 | PDG                                         | François-Henri Pinault     | 21 mars 2005       |
| Klépierre                              | Président du CS                             | David Simon                | 14 mars 2012       |
| Klépierre                              | Président du directoire                     | Laurent Morel              | 1er janvier 2009   |
| KLM                                    | Président du CS                             | Hans Smits                 | 2004/2014          |
| KLM                                    | Président du directoire                     | Pieter Elbers              | 15 octobre 2014    |
| Kraft Foods                            | Président du CA                             | John T. Cahill             | Janvier 2012       |
| Kraft Foods                            | DG                                          | John T. Cahill             | Décembre 2014      |
| LafargeHolcim                          | Président du CA                             | Beat Hess                  | 12 mai 2016        |
| LafargeHolcim                          | Co-président du CA                          | Bruno Lafont               | 10 juillet 2015    |
| LafargeHolcim                          | DG                                          | Eric Olsen                 | 10 juillet 2015    |
| Lagardère                              | Président du CS                             | Raymond Lévy               | 1993               |
| Lagardère                              | Commandité-gérant et DG                     | Arnaud Lagardère           | 2003               |
| Lagardère                              | Cogérants                                   | Pierre Leroy               | 1998 ?             |
| Lagardère                              | Cogérants                                   | Thierry Funck-Brentano     | 10 mars 2010       |
| LCL                                    | Président du CA                             | Philippe Brassac           | 2015               |
| LCL                                    | DG                                          | Michel Mathieu             | 2016               |
| Centres Leclerc                        | Président                                   | Michel-Édouard Leclerc     | 1988               |
| Legrand                                | PDG                                         | Gilles Schnepp             | 2006               |
| LG Group                               | Président du CA                             | Koo Bon-moo                | 22 février 1995    |
| LG Group                               | Co-DG                                       | Yu Sig-kang                | 1er janvier 2009   |
| LG Group                               | Co-DG                                       | Koo Bon-moo                | 1er janvier 2009   |
| LG Group                               | Co-DG                                       | Juno Cho                   | 1er janvier 2009   |
| Lockheed Martin                        | Présidente du CA                            | Marillyn Hewson            | 1er janvier 2014   |
| Lockheed Martin                        | DG                                          | Marillyn Hewson            | 1er janvier 2013   |
| L’Oréal                                | Président du CA                             | Jean-Paul Agon             | 17 mars 2011       |
| L’Oréal                                | DG                                          | Jean-Paul Agon             | 25 avril 2006      |
| Loukoïl                                | Président du directoire                     | Valery Grayfer             | 2000               |
| Loukoïl                                | Président du comité de management           | Vagit Alekperov            | ...                |
| Lufthansa                              | Président du CS                             | Jürgen Weber               | 18 juin 2003       |
| Lufthansa                              | Président du directoire                     | Carsten Spohr              | 1er mai 2014       |
| LVMH                                   | PDG                                         | Bernard Arnault            | 1989               |
| Mazda                                  | Président du CA                             | Kazuhide Watanabe          | 23 juin 2000       |
| Mazda                                  | DG                                          | Hisakazu Imaki             | 27 août 2003       |
| McDonald’s                             | Président du CA                             | Enrique Hernandez          | 26 mai 2016        |
| McDonald’s                             | DG                                          | Steve Easterbrook          | 1er mars 2015      |
| Merck                                  | PDG                                         | Richard Clark              | 5 mai 2005         |
| Michelin                               | Gérant commandité                           | Jean-Dominique Senard      | 13 mai 2011        |
| Microsoft                              | Président du CA                             | John Thompson              | 4 février 2014     |
| Microsoft                              | DG                                          | Satya Nadella              | 4 février 2014     |
| Mondelēz International                 | Présidente du CA                            | Irene Rosenfeld            | Mars 2007          |
| Mondelēz International                 | DG                                          | Irene Rosenfeld            | Juin 2006          |
| Morgan Stanley                         | Président du CA                             | James Gorman               | Janvier 2012       |
| Morgan Stanley                         | DG                                          | James Gorman               | 1er janvier 2010   |
| Motorola Mobility                      | PDG                                         | Sanjay Jha                 | 4 janvier 2011     |
| Motorola Solutions                     | Président du CA                             | Dave Dorman                | 4 janvier 2011     |
| Motorola Solutions                     | DG                                          | Geg Brown                  | 4 janvier 2011     |
| Munich Re                              | Président du CS                             | Bernd Pischetsrieder       | 1er janvier 2013   |
| Munich Re                              | Président du directoire                     | Nikolaus von Bomhard       | 1er janvier 2004   |
| Natixis                                | Président du CA                             | François Pérol             | 30 avril 2009      |
| Natixis                                | DG                                          | Laurent Mignon             | 14 mai 2009        |
| Nestlé                                 | Président du CA                             | Peter Brabeck-Letmathe     | Avril 2005         |
| Nestlé                                 | Administrateur délégué                      | Ulf Mark Schneider         | 1er janvier 2017   |
| News Corp                              | Président du CA                             | Rupert Murdoch             | 2013               |
| News Corp                              | Co-président du CA                          | Lachlan Murdoch            | 26 mars 2014       |
| News Corp                              | DG                                          | Robert James Thomson       | Janvier 2013       |
| Nexans                                 | Président du CA                             | Frédéric Vincent           | 26 mai 2009        |
| Nexans                                 | DG                                          | Arnaud Poupart-Lafarge     | 1er octobre 2014   |
| Nissan                                 | DG                                          | Makoto Uchida              | 1er décembre 2019  |
| Nokia                                  | Président du CA                             | Risto Siilasmaa            | 2012               |
| Nokia                                  | DG                                          | Rajeev Suri                | Mai 2014           |
| Novartis                               | Président du CA                             | Jörg Reinhardt             | 1er août 2013      |
| Novartis                               | DG                                          | Joseph Jimenez             | 2010               |
| Numericable-SFR                        | Président du CA                             | Michel Combes              | 1er septembre 2015 |
| Numericable-SFR                        | DG                                          | Éric Denoyer               | 27 novembre 2014   |
| Occidental Petroleum (Oxy)             | Président du CA                             | Edward Djerejian           | 3 mai 2013         |
| Occidental Petroleum (Oxy)             | DG                                          | Steve Chazen               | 5 mai 2011         |
| Omnicom                                | Président du CA                             | Bruce Crawford             | 1995               |
| Omnicom                                | DG                                          | John Wren                  | Janvier 1997       |
| Orange                                 | Président du CA                             | Jacques Aschenbroich       | 19 mai 2022        |
| Orange                                 | DG                                          | Christel Heydemann         | 4 avril 2022       |
| Orange                                 |                                             |                            |                    |
| Panasonic                              | Président                                   | Kazuhiro Tsuga             | 27 juin 2012       |
| Panasonic                              | Président du directoire                     | Kunio Nakamura             | Juin 2006          |
| PepsiCo                                | Présidente du CA                            | Indra Nooyi                | 2 mai 2007         |
| PepsiCo                                | Directeur général                           | Indra Nooyi                | 1er octobre 2006   |
| Pernod Ricard                          | PDG                                         | Alexandre Ricard           | 11 février 2015    |
| Petrobras                              | Président du CA                             | Luciano Galvao Coutinho    | 2015               |
| Petrobras                              | DG                                          | Pedro Parente              | 30 mai 2016        |
| PetroChina                             | Président du CS                             | Wang Fucheng               | Novembre 2005      |
| PetroChina                             | Président du directoire                     | Jiang Jiemin               | 20 mai 2007        |
| PSA Peugeot Citroën                    | Président du CS                             | Louis Gallois              | 18 mars 2014       |
| PSA Peugeot Citroën                    | Président du directoire                     | Carlos Tavares             | 31 mars 2014       |
| Pfizer                                 | Président du CA                             | Ian Read                   | Décembre 2011      |
| Pfizer                                 | DG                                          | Ian Read                   | 5 décembre 2010    |
| Philips                                | Président du CS                             | Jeroen van der Veer        | 31 mars 2011       |
| Philips                                | DG                                          | Frans van Houten           | 1er avril 2011     |
| Pirelli                                | PDG                                         | Marco Tronchetti Provera   | 1992               |
| Plastic Omnium                         | PDG                                         | Laurent Burelle            | 1er juillet 2001   |
| Plastic Omnium                         | Co-DG                                       | Jean-Michel Szczerba       | 6 janvier 2016     |
| Postcode Lottery Group                 | PDG                                         | Sigrid van Aken            | 2020               |
| La Poste                               | PDG                                         | Philippe Wahl              | Septembre 2013     |
| Procter & Gamble                       | PDG                                         | A.G. Lafley                | 23 mai 2012        |
| Publicis                               | Président du CS                             | Maurice Lévy               | 1er juin 2017      |
| Publicis                               | Président du directoire                     | Arthur Sadoun              | 1er juin 2017      |

## Q-S
| Entreprise                              | Statut                             | Nom                       | Depuis (le)        |
| --------------------------------------- | ---------------------------------- | ------------------------- | ------------------ |
| Qantas                                  | Président du CA                    | Leigh Clifford            | Novembre 2007      |
| Qantas                                  | DG                                 | Alan Joyce                | 28 novembre 2008   |
| Québecor                                | Présidente du CA                   | Françoise Bertrand        | Mars 2011          |
| Québecor                                | Président et chef de la direction  | Pierre Karl Péladeau      | Avril 1999         |
| Renault                                 | Président du CA                    | Carlos Ghosn              | 6 mai 2009         |
| Renault                                 | DG                                 | Carlos Ghosn              | Avril 2005         |
| Repsol YPF                              | PDG                                | Antonio Brufau Niubó      | 27 octobre 2004    |
| Réseau de transport d’électricité (RTE) | Président du CS                    | Didier Mathus             | 2012               |
| Réseau de transport d’électricité (RTE) | Président du directoire            | François Brottes          | 1er septembre 2015 |
| Rio Tinto                               | Président du CA                    | Jan du Plessis            | 20 avril 2009      |
| Rio Tinto                               | DG                                 | Jean-Sébastien Jacques    | 2 juillet 2016     |
| Roche                                   | Président du CA                    | Christoph Franz           | 4 mars 2014        |
| Roche                                   | DG                                 | Severin Schwan            | Mars 2008          |
| Royal Bank of Scotland (RBS)            | Président du CA                    | Sir Howard Davies         | 1er septembre 2015 |
| Royal Bank of Scotland (RBS)            | DG                                 | Ross McEwan               | 2 août 2013        |
| RWE                                     | Président du CS                    | Manfred Schneider         | Mai 2009           |
| RWE                                     | Président du directoire            | Peter Terium              | 1er juillet 2012   |
| Ryanair                                 | Président du CA                    | David Bonderman           | Décembre 1996      |
| Ryanair                                 | DG                                 | Michael O’Leary           | Janvier 1994       |
| Safran                                  | Président du CA                    | Ross McInnes              | 23 avril 2015      |
| Safran                                  | DG                                 | Philippe Petitcolin       | 23 avril 2015      |
| Saint-Gobain                            | Président du CA                    | Pierre-André de Chalendar | 3 juin 2010        |
| Saint-Gobain                            | DG                                 | Pierre-André de Chalendar | 7 juin 2007        |
| Samsung                                 | Président du CA                    | Lee Kun-hee               | 24 mars 2010       |
| Samsung                                 | DG                                 | Oh-Hyun Kwon              | Juin 2012          |
| Sanofi                                  | Président du CA                    | Serge Weinberg            | 17 mai 2010        |
| Sanofi                                  | DG                                 | Olivier Brandicourt       | 2 avril 2015       |
| Santander                               | Présidente du CA                   | Ana Patricia Botín        | 10 septembre 2014  |
| Santander                               | DG                                 | Jose Antonio Alvarez      | 25 novembre 2014   |
| SAP                                     | Président du CS                    | Hasso Plattner            | 2003               |
| SAP                                     | Coprésidents du directoire         | Bill McDermott            | 7 février 2010     |
| SAP                                     | Coprésidents du directoire         | Jim Hagemann Snabe        | 7 février 2010     |
| Sara Lee                                | Président du CA                    | Jan Bennink               | 28 janvier 2011    |
| Sara Lee                                | DG                                 | Marcel Smits              | Mai 2010           |
| Schlumberger                            | Président du CA                    | Tony Isaac                | 11 avril 2012      |
| Schlumberger                            | DG                                 | Paal Kibsgaard            | 1er août 2011      |
| Schneider Electric                      | PDG                                | Jean-Pascal Tricoire      | 25 avril 2013      |
| Sharp                                   | Chairman                           | Mikio Katayama            | 14 mars 2012       |
| Sharp                                   | Président                          | Takashi Okuda             | 2012               |
| Shell                                   | Président                          | Jorma Ollila              | 1er juin 2006      |
| Shell                                   | DG                                 | Ben van Beurden           | 1er janvier 2014   |
| Siemens                                 | Président du CS                    | Gerhard Cromme            | 25 avril 2007      |
| Siemens                                 | Président du directoire            | Joe Kaeser                | 31 juillet 2013    |
| Sinopec                                 | Président du CS                    | Xu Bin                    | Mai 2012           |
| Sinopec                                 | Président du directoire            | Fu Chengyu                | Avril 2011         |
| SNCF                                    | Président du CS                    | Frédéric Saint-Geours     | Décembre 2014      |
| SNCF                                    | Président du directoire            | Guillaume Pepy            | Décembre 2014      |
| Société générale                        | Président du CA                    | Lorenzo Bini Smaghi       | 19 mai 2015        |
| Société générale                        | DG                                 | Frédéric Oudéa            | 12 mai 2008        |
| Sodexo                                  | Présidente du CA                   | Sophie Bellon             | 26 janvier 2016    |
| Sodexo                                  | DG                                 | Michel Landel             | 2005               |
| Solvay                                  | Président du CA                    | Nicolas Boël              | Mai 2012           |
| Solvay                                  | Président du comité exécutif       | Jean-Pierre Clamadieu     | Mai 2012           |
| Sony                                    | PDG                                | Kazuo Hirai               | 1er avril 2012     |
| Sotheby's                               | Président du CA                    | Domenico De Sole          | 31 mars 2015       |
| Sotheby's                               | DG                                 | Tad Smith                 | 31 mars 2015       |
| State Grid Corporation                  | Président du CA                    | Liu Zhenya                | 2013               |
| State Grid Corporation                  | DG                                 | Yinbiao Shu               | 2013               |
| STMicroelectronics                      | Président du CS                    | Nicolas Dufourcq          | 20 juin 2017       |
| STMicroelectronics                      | Président du directoire            | Carlo Bozotti             | 18 mars 2005       |
| STMicroelectronics                      | DG                                 | Didier Lamouche           | 26 janvier 2011    |
| Suez                                    | Président du CA                    | Gérard Mestrallet         | 22 juillet 2008    |
| Suez                                    | DG                                 | Jean-Louis Chaussade      | 22 juillet 2008    |
| Sun Microsystems                        | Président du CA                    | Scott McNealy             | 1984               |
| Sun Microsystems                        | DG                                 | Jonathan I. Schwartz      | 24 juin 2006       |
| Swiss                                   | Président du CA                    | Rolf Jetzer               | 22 septembre 2005  |
| Swiss                                   | Président de la direction générale | Harry Hohmeister          | 1er juin 2009      |

## T-Z
| Entreprise           | Statut                               | Nom                          | Depuis (le)        |
| -------------------- | ------------------------------------ | ---------------------------- | ------------------ |
| Tata Group           | Président                            | Natarajan Chandrasekaran     | 21 février 2017    |
| Technicolor          | Président du CA                      | Rémy Sautter                 | 21 juin 2012       |
| Technicolor          | Directeur général                    | Frédéric Rose                | 1er septembre 2008 |
| TechnipFMC           | Président du CA                      | Thierry Pilenko              | 17 janvier 2017    |
| TechnipFMC           | Directeur général                    | Doug Pferdehirt              | 17 janvier 2017    |
| Telecom Italia       | Président                            | Arnaud de Puyfontaine        | 1er juin 2017      |
| Telecom Italia       | Administrateur délégué               | Flavio Cattaneo              | 30 mars 2016       |
| Telefónica           | PDG                                  | César Alierta                | 26 juillet 2000    |
| Tesco                | Président du CA                      | Sir Richard Broadbent        | Décembre 2011      |
| Tesco                | Directeur général                    | Dave Lewis                   | 1er septembre 2014 |
| TF1                  | PDG                                  | Gilles Pélisson              | 19 février 2016    |
| Thales               | PDG                                  | Patrice Caine                | 22 décembre 2014   |
| 3M                   | Président du CA                      | Inge Thulin                  | 1er juin 2012      |
| 3M                   | Directeur général                    | Inge Thulin                  | 24 février 2012    |
| ThyssenKrupp AG      | Président du CS                      | Ulrich Lehner                | 1er avril 2013     |
| ThyssenKrupp AG      | Président du directoire              | Heinrich Hiesinger           | 21 janvier 2011    |
| Time Warner          | Président du CA                      | Jeffrey Bewkes               | 1er janvier 2009   |
| Time Warner          | Directeur général                    | Jeffrey Bewkes               | 1er janvier 2008   |
| Toshiba              | Président du CA                      | Masashi Muromachi            | Juillet 2014       |
| Toshiba              | Directeur général                    | Masashi Muromachi            | Juillet 2015       |
| Total                | Président du CA                      | Patrick Pouyanné             | 19 décembre 2015   |
| Total                | Directeur général                    | Patrick Pouyanné             | 22 octobre 2014    |
| Toyota               | Président du CA                      | Fujio Cho                    | 2006               |
| Toyota               | Directeur général                    | Akio Toyoda                  | 23 juin 2009       |
| 21st Century Fox     | PDG                                  | Rupert Murdoch               | 2013               |
| 21st Century Fox     | Co-président du CA                   | Lachlan Murdoch              | 2014               |
| 21st Century Fox     | Co-DG                                | James Murdoch                | 2014               |
| Twitter              | Président du CA                      | Jack Dorsey                  | Octobre 2008       |
| Twitter              | DG                                   | Jack Dorsey                  | 1er juillet 2015   |
| UBS                  | Président du CA                      | Axel Weber                   | 3 mai 2012         |
| UBS                  | DG                                   | Sergio Ermotti               | 23 septembre 2011  |
| Unibail-Rodamco      | Président du CS                      | Rob Ter Haar                 | 2012               |
| Unibail-Rodamco      | Président du directoire              | Christophe Cuvillier         | 25 avril 2013      |
| UniCredit            | Président                            | Giuseppe Vita                | 11 mai 2012        |
| UniCredit            | DG                                   | Jean-Pierre Mustier          | 12 juillet 2016    |
| Unilever             | Président non exécutif               | Michael Treschow             | 2007               |
| Unilever             | Group Chief Executive                | Paul Polman                  | 1er janvier 2009   |
| United Airlines      | Président du CA                      | Henry Meyer III              | 8 septembre 2015   |
| United Airlines      | DG                                   | Oscar Munoz                  | 8 septembre 2015   |
| United Technologies  | Président du CA                      | Edward A. Kangas             | 23 novembre 2014   |
| United Technologies  | DG                                   | Greg Hayes                   | 23 novembre 2014   |
| Vale                 | Président du CA                      | Ricardo José da Costa Flores | 2010               |
| Vale                 | DG                                   | Murilo Ferreira              | 22 mai 2011        |
| Valeo                | Président du CA                      | Jacques Aschenbroich         | 18 février 2016    |
| Valeo                | DG                                   | Jacques Aschenbroich         | 20 mars 2009       |
| Vallourec            | Président du CS                      | Jean-Paul Parayre            | 2000               |
| Vallourec            | Président du directoire              | Philippe Crouzet             | 1er avril 2009     |
| Veolia               | Président du CA                      | Antoine Frérot               | 12 décembre 2010   |
| Veolia               | DG                                   | Antoine Frérot               | 25 novembre 2009   |
| Verizon              | Président du CA                      | Ivan Seidenberg              | 1er janvier 2004   |
| Verizon              | DG                                   | Lowell McAdam                | 1er août 2011      |
| Vinci                | Président du CA                      | Xavier Huillard              | 6 mai 2010         |
| Vinci                | DG                                   | Xavier Huillard              | 9 janvier 2006     |
| Vivendi              | Président du CS                      | Vincent Bolloré              | 24 juin 2014       |
| Vivendi              | Président du directoire              | Arnaud de Puyfontaine        | 24 juin 2014       |
| Vodafone             | Président du CA                      | Gerard Kleisterlee           | 26 juillet 2011    |
| Vodafone             | DG                                   | Vittorio Colao               | 29 juillet 2008    |
| Volkswagen           | Président du CS                      | Hans Dieter Pötsch           | 7 octobre 2015     |
| Volkswagen           | Président du directoire              | Matthias Müller              | 25 septembre 2015  |
| Volvo Group/AB Volvo | Président du CA                      | Carl-Henric Svanberg         | 2012               |
| Volvo Group/AB Volvo | DG                                   | Martin Lundstedt             | Octobre 2015       |
| Volvo Cars           | Président du CA                      | Li Shufu                     | 2010 ?             |
| Volvo Cars           | DG                                   | Håkan Samuelsson             | 19 octobre 2012    |
| Wal-Mart             | Président du CA                      | S. Robson Walton             | 7 avril 1992       |
| Wal-Mart             | DG                                   | Doug McMillon                | 1er février 2014   |
| Walt Disney          | Président du CA                      | George J. Mitchell           | 4 mars 2004        |
| Walt Disney          | DG                                   | Robert Iger                  | Octobre 2005       |
| Wells Fargo          | Président du CA                      | Stephen Sanger               | 12 octobre 2016    |
| Wells Fargo          | DG                                   | Timothy Sloan                | 12 octobre 2016    |
| Whirlpool            | PDG                                  | Jeff Fettig                  | Juillet 2004       |
| WPP                  | Président du CA                      | Philip Lader                 | 2001               |
| WPP                  | DG                                   | Martin Sorrell               | 1986               |
| Xerox                | Présidente du CA                     | Ursula Burns                 | Mai 2010           |
| Xerox                | DG                                   | Ursula Burns                 | Juillet 2009       |
| XPO Logistics        | PDG                                  | Bradley Jacobs               | 2 septembre 2011   |
| Yahoo!               | Président du CA                      | Maynard Webb                 | 25 avril 2013      |
| Yahoo!               | DG                                   | Marissa Mayer                | 17 juillet 2012    |
| Yamaha               | Président et directeur représentatif | Takuya Nakata                | 1er juin 2013      |